# Scorpiops taxkorgan
Espèce
Scorpiops taxkorgan est une espèce de scorpions de la famille des Scorpiopidae.

## Distribution
Cette espèce est endémique du Xinjiang en Chine. Elle se rencontre dans le xian de Taxkorgan entre 4 500 et 4 600 m d'altitude.

## Description
Le mâle holotype mesure 35,2 mm.

## Étymologie
Son nom d'espèce lui a été donné en référence au lieu de sa découverte, le xian de Taxkorgan.

## Publication originale
- Lourenço, 2018 : « Scorpions at high altitudes: A new species of Scorpiops Peters, 1861 (Scorpiones: Scorpiopidae) from the Taxkorgan Reserve, Xinjiang, China. » Comptes Rendus Biologies, no 341, p. 362–369.